# Récepteur de l'acide rétinoïque
Le récepteur de l'acide rétinoïque (RAR) est une protéine de la superfamille des récepteurs nucléaires, liant la vitamine A et certains de ses dérivés.

## Structure
Le récepteur de l'acide rétinoïque possèdent trois paralogues distincts, nommés RARα, RARβ, et RARγ.

## Mécanisme d'action
Le RAR agit principalement sous forme d'hétérodimères avec RXR au niveau de la séquence RARE ; mais également pour certains mécanismes de régulation avec les récepteurs des hormones thyroïdiennes, récepteur de la vitamine D, ou les récepteurs PPAR.

## Fonctions
Le récepteur de l'acide rétinoïque est impliqué dans la segmentation céphalo-caudale du tube neural au moment de l’embryogenèse. Il agit également dans les processus de différenciation tissulaire, en particulier ceux des muqueuses, de la peau, et des yeux.

## Physiopathologie
Une altération des fonctions du RAR entraine des changements biologiques et mécaniques notamment au niveau de la peau et des muqueuses, une atrophie du tissu conjonctif, des problèmes de kératinisation, d'atteinte cornéenne, hémérolopie (baisse de la sensibilité visuelle), xérophtalmie (opacité cornéenne entrainant des pertes de la vision).
Certains cancers de la thyroïde sont résistants au traitement par l'iode radioactive. Cette résistance est due à une diminution de l'expression du symport NIS, empêchant la pénétration de l'iode radioactive dans la cellule. L'expression de NIS est contrôlée par les hétérodimères RXR/RAR (via le promoteur RARE) et plus particulièrement par RARβ, qui est déficitaire dans les cellules cancéreuses résistantes.